# عزيز كريم
عزيز كريم ممثل عراقي عمل في السينما والمسرح والدراما ومعظم أدواره كوميدية، قام بتقديم برنامج للأطفال بعنوان ( ورود البستان) من إذاعة جمهورية العراق من العاصمة بغداد وقدم برنامج إذاعي عنوانه ( حكايات شعبية من مقهى بغدادي) وتمثيلية (هلاهيل العيد).

## أبرز أعماله
- مسلسل (ابن حران) 1990
- فيلم حب في بغداد) 1987
- مسرحية (الخيط والعصفور) 1983
- مسرحية (صايرة و دايرة) 1985
- مسلسل (الفندق) 2019